# Ernst von Oven
Ernst Friedrich Otto von Oven (Kreis Hamm, 3. veljače 1859. – Goslar, 21. svibnja 1945.) je bio njemački general i vojni zapovjednik. Tijekom Prvog svjetskog rata zapovijedao je 21. pješačkom divizijom i XXI. korpusom na Zapadnom i Istočnom bojištu.

## Vojna karijera
Ernst von Oven rođen je 3. veljače 1859. u Kreis Hammu. Sin je Juliusa von Ovena i Sophie von Bodelschwingh. U prusku vojsku stupio je 1878. godine služeći u 91. oldenburškoj pješačkoj pukovniji. Potom pohađa Prusku vojnu akademiju, te se nakon završetka iste vraća na službu u svoju matičnu postrojbu. Godine 1889. promaknut je u čin poručnika, nakon čega služi u Glavnom stožeru u Berlinu. Čin satnika dostiže u ožujku 1893., dok je u čin bojnika promaknut u ožujku 1899. godine. Od 1903. zapovijeda bojnom u 8. turinškoj pješačkoj pukovniji. U rujnu 1905. unaprijeđen je u čin potpukovnika, nakon čega služi u stožeru 27. pješačke pukovnije. U svibnju 1908. promaknut je u čin pukovnika, da bi tri mjeseca poslije, u kolovozu, bio imenovan zapovjednikom 38. streljačke pješačke pukovnije. U travnju 1912. unaprijeđen je u čin general bojnika, te je istodobno imenovan zapovjednikom 38. pješačke brigade sa sjedištem u Hannoveru.

## Prvi svjetski rat
Na početku Prvog svjetskog rata Oven je imenovan zapovjednikom 21. pješačke divizije. Navedena divizija se nalazila u sastavu 4. armije kojom je na Zapadnom bojištu zapovijedao vojvoda Albrecht. Zapovijedajući 21. pješačkom divizijom Oven sudjeluje u prodoru kroz Luksemburg, te nakon toga u Prvoj bitci na Marni. U siječnju 1915. promaknut je u čin general poručnika. Tijekom 1915. 21. pješačka divizija pod Ovenovim zapovjedništvom drži liniju bojišta kod Roya, dok 1916. sudjeluje u Verdunskoj bitci u kojoj je pretrpjela velike gubitke.
Početkom siječnja 1917. Oven je imenovan zapovjednikom XXI. korpusa zamijenivši na tom mjestu Oskara von Hutiera. Navedeni korpus, koji se nalazio na Istočnom bojištu, držao je liniju fronta kod Naročkog jezera i to do studenog kada je korpus premješten na Zapadno bojište i to najprije u sastav Armijskog odjela A, te potom u sastav Armijskog odjela B. U proljeće 1918. Oven sa XXI. korpusom sudjeluje u borbama između Argonne i rijeke Meuse u kojim borbama je i ranjen. Pred kraj rata, 25. listopada 1918. godine, odlikovan je ordenom Pour le Mérite.

## Poslije rata
Nakon završetka rata Oven zapovijeda povlačenjem svojega korpusa natrag u Njemačku. Korpus je raspušten u travnju 1919. nakon čega Oven dobiva zapovjedništvo nad II. korpusom smještenim u Stettinu. S navedenim korpusom sudjeluje u borbama u Poljskoj. Oven je 30. rujna 1919. na vlastiti zahtjev umirovljen. Istodobno s umirovljenjem dodijeljen mu je počasni čin generala pješaštva. Preminuo je 21. svibnja 1945. godine u 87. godini života u Goslaru.

## Vanjske poveznice
(eng.) Ernst von Oven na stranici Prussianmachine.com

(njem.) Ernst von Oven na stranici Deutschland14-18.de

(njem.) Ernst von Oven na stranici Bundesarchiv.de